# Урсус (Варшава)
Урсус (пол. Ursus) — дзельница (район) Варшавы, которая в 1952—1977 была отдельным городом, а до 1954 известна под названием Чеховице (Czechowice).
По данным GUS (главного статистического управления) на 31.12.2009, дзельница имеет площадь 9,35 км2 и население 50 355 жителей

## Административные границы
Урсус граничит:
- на западе — с Западно-Варшавским повятом
- на севере — с дзельницами Бемово и Влохи
- на востоке — с дзельницей Влохи
- на юге — с Прушковским повятом

## Районы
Согласно Городской системе информации (Miejski System Informacji), Урсус делится на районы:
- Голомбки (Gołąbki)
- Шамоты (Szamoty)
- Недзвядек (Niedźwiadek)
- Чеховице (Czechowice)
- Скороше (Skorosze)

## История
На территории современного Урсуса с XIV века существовали три деревни: Чеховице, Скороше и Шамоты, позднее появились Голомбки. И только XX век дал толчок развитию этих населенных пунктов. Когда в 1916 соседний Прушкув был преобразован из сельской общины в город, управление гмины разместилось в Скороше. Первым войтом стал местный уроженец Владислав Хасс (Władysław Hass). Он был потомком супругов Хассов (Юзефа и Кристины), которые в середине XIX в. приобрели эти земли у тогдашнего главы Варшавы Фёдора Ланжерона.
В 1923 на территории Шамот была возведена новая фабрика машиностроительного предприятия «Урсус». Соседство такого производства превратило Чеховице в фабричный поселок. Несмотря на то, что кризис 30-х годов притормозил развитие местности, население деревни в 1939 составляло около 7 тыс. жителей. На её территории располагалась начальная школа, отделение полиции и железнодорожная станция.
В 1939—1945 немцы приспособили фабрику для производства вооружения. Тут же нелегально производились зажигалки, называемые «саботажовками» (sabotażówki), доход с их продажи шел на поддержание польского подполья. В 1945 в процессе отступления с территории Чеховиц немецкие войска пытались вывезти оборудование, но это им не удалось из-за акции польских партизан.
Годы войны — это также время антинемецкого подполья. На территории Чеховиц действовала 10-я рота «Кордиан» (Kordian), составляющая часть 3-го батальона VI района Армии Крайовой «Хеленув» (Helenów). Отсюда же происходит также часть батальона «Мётла» (Miotła), который вместе с группой «Радослав» (Radosław) принимал участие в Варшавском восстании. Восстала также рота 7 полка «Гарлух-Мадагаскар» (Garłuch-Madagaskar). В здании на ул. Героев Варшавы (Bohaterów Warszawy) 31 в период с августа 1944 до января 1945 размещался повстанческий госпиталь «Кордиан», относящийся к VI району Армии Крайовой, о чем напоминает соответствующая мемориальная доска.
После войны, в 1945, на заводе было начато освоение производства сельскохозяйственного тягача на базе немецкого «Ланц-Бульдог» (Lanz-Buldog). С 1947 местность снова начала развиваться благодаря выпуску этого тягача.
1 июля 1952 Чеховице, Скороше, Шамоты, Голомбки и Грабково были объединены в единый город Чеховице, который в 1954 сменил название на Урсус, чтобы не было совпадения с одноименным городом на севере Польши (современный Чеховице-Дзедзице).
Урсус быстро развивался, в основном — благодаря фабрике. В 1968—1978 здесь был построен большой поселок Недзвядек (Niedźwiadek), состоящий главным образом из высоких корпусов. 1 августа 1977 Урсус был присоединен к Варшаве и стал частью дзельницы Охота. При этом в дзельнице сменилось множество названий улиц, совпадавших с варшавскими.
1 января 1993 из части Охоты была выделена новая дзельница Урсус. В результате административной реформы Варшавы, совершенной на основании нового устава с 25 марта 1994, город стал коммунальным объединением 11-ти гмин, в состав которого в числе прочих входила гмина Варшава-Урсус. После этого, на основании положения от 15 марта 2002 о устройстве Варшавы, столица Польши стало гминой со статусом города на правах павята, а Урсус — одной из 18 дзельниц.
25 июня 1976 на механическом заводе «Урсус» начались забастовки против повышения цен на продовольствие. На несколько часов протестующие заблокировали железнодорожные линии, пока их жестоко не подавила милиция. После этого произошли судебные процессы, в результате которых организаторы получили суровые приговоры. Во время протестов были остановлены поезда, следующие через Урсус, и даже попробовали разобрать пути.
Туманным утром 20 августа 1990 в Урсусе произошла железнодорожная катастрофа, результат — 16 погибших, 43 раненых.

### XXI век
Урсус — одна из наименьших по площади дзельниц Варшавы, но плотность её населения (5030 чел./км2) — намного выше, чем в среднем для Варшавы (3219 чел./км2).
Урсус имеет самый низкий показатель преступности в Варшаве: как в категориях «мелких» преступлений, таких как угон автомобилей, так и в категории тяжких преступлений — разбоев и убийств.
В Урсусе расположены 2 парка: Чеховицкий и Ахера; последний назван по имени бывшего землевладельца Франциска Адольфа Ахера, на чьих бывших землях сейчас и расположился этот парк.
С сентября 2002 в доме № 6 на пл. Июня 1976 г. (Czerwca 1976 r.) начал функционировать центр промтоварных магазинов Factory.
12 сентября 2008 дзельница подписала договор о взаимопомощи с Шевченковским районом Киева.